# 앤드루 콜린 렌프루

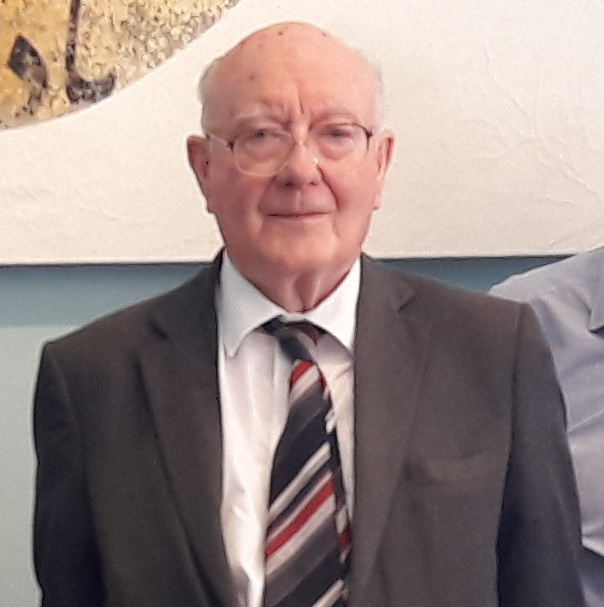

앤드루 콜린 렌프루(영어: Andrew Colin Renfrew, 1937년 7월 25일 ~ 2024년 11월 24일)는 영국 케임브리지 대학의 교수이다.

## 생애
렌프루는 잉글랜드 남동부의 하트퍼드셔주에 있는 세인트 알반 학교(St Albans School)에서 학업을 배운 뒤, 1956년부터 1958년까지 영국 공군에서 복무했다. 그 후, 케임브리지 대학의 세인트 존스 칼리지에 입학하여 고고학과 인류학, 자연 과학을 배우고 1962년에 졸업했다. 1965년에 "키클라데스 제도의 신석기 시대와 청동기 시대 문화의 대외 관계"(Neolithic and Bronze Age cultures of the Cyclades and their external relations)라는 제목의 박사 논문을 제출하였으며, 그 해에 Jane M. Ewbank와 결혼하였다.

## 렌프루 가설
렌프루 가설은 "인도유럽조어"의 사용 지역이 종래 비교 언어학 분야 등에서 제창되어 온 남부 러시아에 있는 것(쿠르간 가설)이 아니라, 터키 중부 아나톨리아에 있다며 가설이다. 이를 아나톨리아 가설이라고도 말하며, 1987년에 출판된 "Archaeology and Language:The Puzzle of the Indo-European Origins"에서 상세하게 전개되고 있다.

## 같이 보기
- 인도유럽조어